# Raymond Griffith

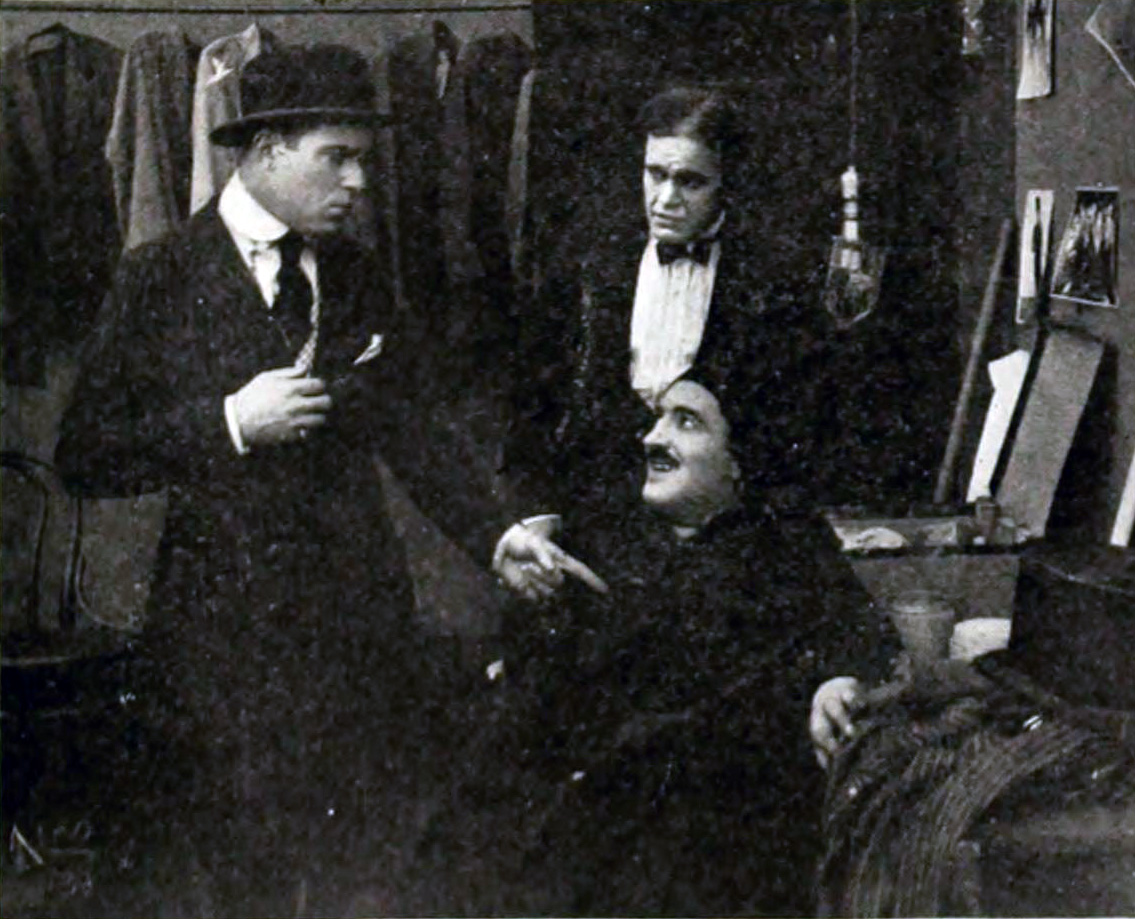
Sitter i How Stars Are Made (1916)

Raymond Griffith, född 23 januari 1895 i Boston, Massachusetts, död 25 november 1957 i Los Angeles, Kalifornien, var en amerikansk stumfilmskådespelare och producent. 
Griffith började sin karriär redan i barnåren eftersom hans föräldrar var teaterfolk. Efter några kortare perioder som statist hos diverse filmbolag anställdes han 1916 hos Keystone, som producerade komedier. Hos Keystone medverkade han i huvudsak som manusförfattare och idékläckare, men han spelade även småroller i filmerna då och då. Efter ytterligare några anställningar på annan plats fick han kontrakt hos Metro-Goldwyn-Mayer, där han spelade större bi-roller, oftast i dramafilmer, exempelvis The White Tiger (1923). 
När han anställdes hos Paramount 1924 började stjärnstatusen närma sig; Griffith började alltmera uppträda som komiskt inslag även i dramatiska filmer, och slog 1925 igenom i komedin Paths to Paradise tillsammans med Betty Compson. Griffiths talang som komiker jämfördes med Charlie Chaplin, vilket var vanligt bland dåtidens kritiker när någon ny komiker gjort succé. Han gjorde ytterligare en succé året därpå i komedin Hands Up! (1926), som parodierade det amerikanska borgarkriget, precis som Buster Keaton ett år senare i sin film The General. Griffith spelade oftast en karaktär som var välklädd, onekligt charmig och vänlig till utseendet men också rätt känslokall; med cylinderhatten och mustaschen påminde han en del om den långt tidigare franske filmkomikern Max Linder.
Under slutet av 1920-talet dalade Griffiths popularitet. Hans två sista filmer för Paramount gjorde ingen större vinst, och när talfilmen tog över efter stumfilmen i Hollywood 1928-29 fick han problem. Griffith hade i ung ålder drabbats av en sjukdom som medförde att han enbart kunde tala med låg röst, och detta gjorde det omöjligt för honom att fortsätta karriären som skådespelare. Han medverkade för sista gången framför kameran i filmen All Quiet on the Western Front] (1930), i den lilla men hyllade rollen som en döende fransk soldat. Strax därpå började han sin karriär som filmproducent, och producerade 1931-40 filmer som Girls About Town (1931), Gold Diggers of 1933 (1933), Baby Face (1933), Les misérables (1935), Heidi (1937), Rebecca of a Sunnybrook Farm (1938), Drums Along the Mohawk (1939) och The Mark of Zorro (1940).
Griffith gifte sig 1928 med skådespelerskan Bertha Mann, äktenskapet varade Griffiths liv ut och paret fick två barn. Han avled vid 62 års ålder genom kvävning.